# Morecambe
Morecambe è una città di 45.000 abitanti del Lancashire, in Inghilterra.
Morecambe fu il luogo di nascita di Eric Morecambe, membro del duo comico Morecambe and Wise (il secondo componente del gruppo era Ernie Wise).  Il comico è commemorato dalla sua città natale con una statua posta sul lungomare.

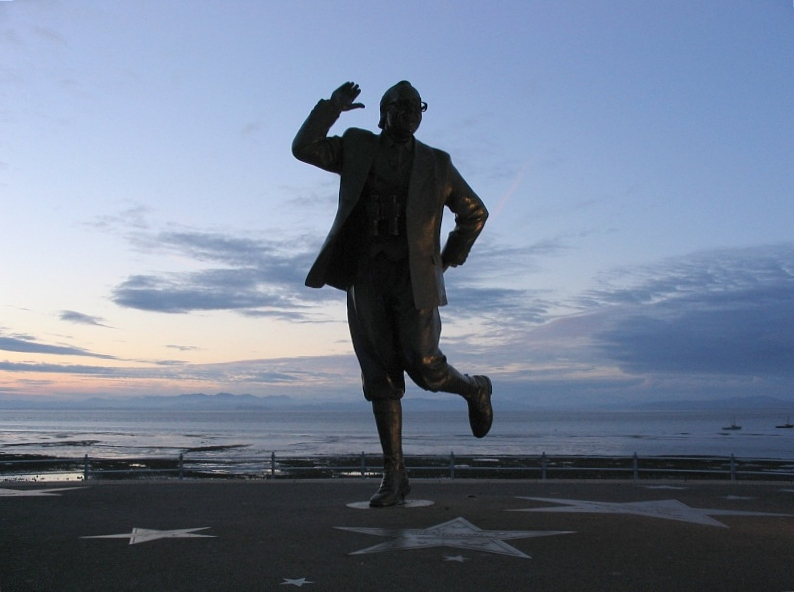
Statua di Eric Morecambe nel Morecambe

## Sport
La squadra di calcio cittadina è il Morecambe Football Club, militante attualmente in League Two, quarta divisione del calcio inglese.
Morecambe è anche la città natale di John McGuinness, considerato uno dei migliori piloti sui 60,73 chilometri del Circuito di Montagna dell'Isola di Man, avendo ottenuto al 2012 40 podi e 20 vittorie sebbene abbia partecipato anche al motomondiale ed al campionato mondiale Supersport.

## Amministrazione

### Gemellaggi
- Lublino, Polonia
- Rendsburg, Germania
- Växjö, Svezia
- Aalborg, Danimarca